# System Object Model
Das System Object Model (SOM) ist eine von IBM entwickelte (in den späteren Versionen auf CORBA basierende) Erweiterung des Betriebssystems um eine objektorientierte und verteilte Plattform (DSOM) für Anwendungen.
SOM war auch für andere Betriebssysteme, darunter Windows NT, MacOS und AIX verfügbar und bildete die Grundlage für OpenDoc. SOM ähnelt vom Konzept her dem Component Object Model (COM) von Microsoft.

## SOMobjects
Auf hoher Abstraktionsebene stellt sich das OS/2-System dabei als eine Ansammlung von Klassen und Objekten dar, die ein Entwickler in jeder beliebigen Programmiersprache, die SOM unterstützt, benutzen und erweitern kann.

### Bestandteile
- SOM Run-time Kernel
- SOM Event Management Framework
- SOMobjects Interface Repository Framework
- SOMobjects Utility Classes
- Distributed SOM Framework

### Versionen
- 1.0 - OS/2 2.0
- 2.0 - OS/2 2.1
- 2.1 - OS/2 Warp 3, Warp 4 (letzter Stand: 2.01.5)
- 3.0 - OS/2 Warp, Windows NT, AIX 4 - SOMobjects Developer Toolkit V3.0 (Dezember 1996)

Die weitere Entwicklung wurde 1997 eingestellt.